# Percussão (arma de fogo)

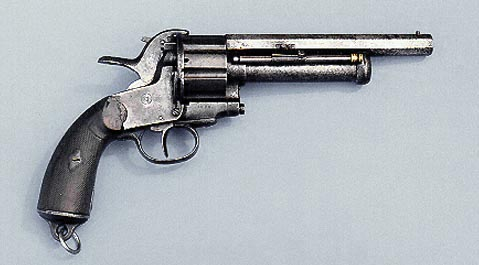
Revolver LeMat 1856, de 9 cartuchos; Exemplo de arma que utiliza o mecanismo de percussão.

Percussão é a designação de um sistema de ignição de armas de fogo de antecarga onde a ignição  se dá pela percussão de uma espoleta colocada sobre o "ouvido" ou "chaminé" da arma, o qual possui um orifício que o liga à câmara.

## Histórico

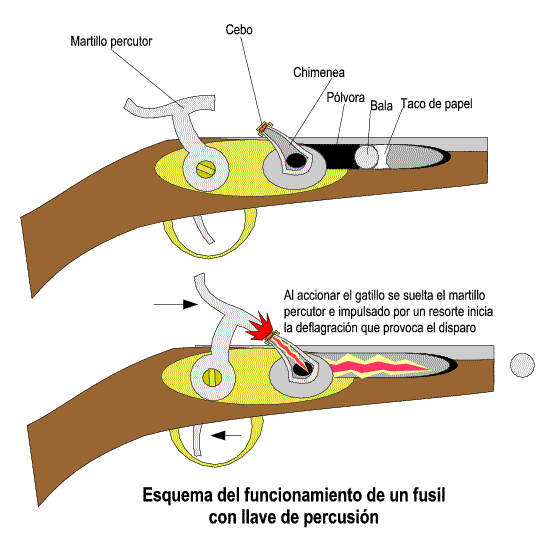
O sistema de percussão e seus componetes.

O sistema de percussão foi o sucessor da pederneira no desenvolvimento de armas de fogo, usando uma espoleta de percussão para detonar a carga do propelente em vez do pedaço de sílex que atingia uma sapata de aço produzindo as fagulhas. Seu uso predominou em meados do século XIX, como um sistema de disparo de transição entre o antigo pederneira e os posteriores sistemas de retrocarga por ação de ferrolho ou de alavanca, que rapidamente o tornaram obsoleto na década de 1870.
Um sistema de percussão rudimentar foi desenvolvido pelo reverendo Alexander John Forsyth como uma solução para o problema de que os pássaros empoleirados se assustavam quando a fumaça escapava da "panela" de sua pederneira, alertando-os para fugir do disparo. Sua invenção de um mecanismo O sistema de disparo acionado por fulminato de mercúrio privou as aves de seu sistema de alerta, tanto ao evitar a fumaça da "panela" externa da pederneira quanto ao reduzir o intervalo entre puxar o gatilho e a bala efetivamente sair do cano. Forsyth patenteou seu sistema de disparo em 1807. No entanto, foi somente após a expiração das patentes de Forsyth que o sistema de percussão convencional foi desenvolvido. Joseph Manton inventou um precursor para a espoleta de percussão em 1814, compreendendo um tubo de cobre que detonava quando esmagado. Isso foi posteriormente desenvolvido em 1822 pelo artista americano nascido na Inglaterra Joshua Shaw, como uma tampinha de cobre cheia de fulminatos, muito próxima do que conhecemos hoje em dia.
O mecanismo de percussão coexistiu inicialmente com o de pederneira, embora as vantagens deste sistema (resistência à umidade e maior cadência de tiro) tenham levado à conversão de muitos mosquetes de pederneira para percussão. O mecanismo lançou as bases para o desenvolvimento posterior de cartuchos de metal, que integram espoleta, propelente e bala no mesmo estojo de metal.
Vale destacar os efeitos que essa inovação tecnológica teve nos antigos arsenais europeus de mosquetes de pederneira nas colônias, muitos dos quais acabaram nas mãos de indígenas, que os usaram para lutar entre si, como por exemplo nas Guerras dos Mosquetes na Nova Zelândia.